# Madiyal, Aland
Madiyal là một làng thuộc tehsil Aland, huyện Gulbarga, bang Karnataka, Ấn Độ.